# Warcaby angielskie

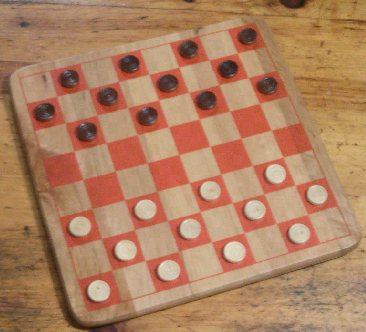
Pozycja początkowa w warcabach angielskich

Warcaby angielskie (warcaby amerykańskie, czekersy) – wariant warcabów. Warcaby angielskie są też zwane przez niektórych warcabami amerykańskimi lub warcabami tradycyjnymi.
Szansa uzyskania remisu, nawet z dużo silniejszym przeciwnikiem, jest o wiele większa w warcabach angielskich niż w warcabach międzynarodowych, nie wymagają też tak intensywnego myślenia. Warcaby angielskie zostały rozpracowane przez program Chinook, jeśli obaj gracze wybierają najlepsze posunięcia, to partia warcabów angielskich musi skończyć się remisem.

## Zasady
Plansza jest 8x8, 12 pionów dla każdego z graczy. Pozycja początkowa jest taka sama jak w warcabach międzynarodowych 8x8. Piony przesuwają się do przodu po skosie o jedno pole, jeżeli nie jest ono zajęte. Jeżeli to pole możliwego ruchu jest zajęte przez pion przeciwnika, a bezpośrednio za tym pionem, na tej samej przekątnej, jest puste pole, można wtedy zbić ten pion przeciwnika, przez postawienie swojego piona na tym pustym polu. Jeżeli gracz ma możliwość w swoim ruchu dokonania bicia, gracz musi to zrobić. Jeżeli po biciu gracz ma możliwość kolejnego bicia, gracz musi je wykonać w tym samym posunięciu. Jest to tak zwane bicie wielokrotne.
Gdy jest więcej niż jedna możliwa droga bicia, możemy ją dowolnie wybrać. Pion dochodzący do ostatniego rzędu staje się królem. Promocja piona do króla powoduje zakończenie posunięcia. Król ma analogiczną możliwość wykonywania posunięć jak pion, z tym, że może poruszać się i bić także do tyłu. Wygrana następuje po zbiciu wszystkich bierek przeciwnika lub uniemożliwieniu wykonania przez nie ruchu.